# ブラックアウト (航空・宇宙)
ブラックアウト（英語：Blackout）とは、主に航空機のパイロットに見られる症状で、プラス方向（体の軸に対し下向き）の大きなGがパイロットにかかった際、心臓より上にある脳に血液が供給できなくなり、完全に視野を失う症状を指す。通常はグレイアウトに引き続いて陥ることが多い。
ブラックアウトをきたす高G環境は、脳虚血による失神（G-LOC）に繋がり、大変危険である。
戦闘機パイロットや宇宙飛行士が着用する飛行服には、ブラックアウト、グレイアウト、G-LOCと言った症状を防ぐために下半身を空気圧で締め付けて上半身の循環血液量を保つ耐Gスーツが備えられていることが多い。
JHMCS IIにはグレイアウトやブラックアウトの検出・警告を行うモニタリング機能が搭載されている。